# Hehoa
Hehoa is een geslacht van hooiwagens uit de familie Sclerosomatidae.
De wetenschappelijke naam Hehoa is voor het eerst geldig gepubliceerd door Roewer in 1929. 

## Soorten
Hehoa is monotypisch en omvat slechts de volgende soort:
- Hehoa bunigera